# Bushnell (Illinois)
Bushnell è un comune degli Stati Uniti d'America, situato in Illinois, nella contea di McDonough.